# Souleymane Bamba
Souleymane Bamba (født 13. januar 1985 i Ivry-sur-Seine, Frankrig, død 31. august 2024) var en fransk/ivoriansk fodboldspiller (midterforsvarer), der spillede for Elfenbenskystens fodboldlandshold. 

## Karriere
Bamba spillede som ungdomsspiller og de første år af sin seniorkarriere hos Paris Saint-Germain i Frankrig. Bamba slog ikke igennem på klubbens førstehold, og i 2006 rejste han til Skotland for at spille for Dunfermline. Her spillede han to år, inden turen gik videre til Edinburgh-klubben Hibernian.
Bamba forlod i 2011 Skotland for i stedet at spille i den næstbedste engelske række hos Leicester City. Efter halvandet år i klubben rejste han videre til Trabzonspor.

### Landshold
Bamba, der var både fransk og ivoriansk statsborger, spillede 46 kampe for Elfenbenskystens landshold, som han debuterede for 19. november 2008 i en venskabskamp mod Israel. Han repræsenterede sit land ved både VM i 2010 og VM i 2014.